# Sainte-Geneviève-des-Bois (Loiret)
Sainte-Geneviève-des-Bois è un comune francese di 1 145 abitanti situato nel dipartimento del Loiret nella regione del Centro-Valle della Loira.

## Società

### Evoluzione demografica
Abitanti censiti